# Asociación Mundial de Zoos y Acuarios
La Asociación Mundial de Zoos y Acuarios (en inglés: World Association of Zoos and Aquariums) (WAZA), es la organización "paraguas" para la comunidad mundial de zoológicos y acuarios. Su misión es proporcionar liderazgo y apoyo a zoológicos, acuarios y organizaciones asociadas (AIZA, EAZA, etc.) del mundo en el cuidado y el bienestar de los animales, la conservación de la biodiversidad, la educación ambiental y la sostenibilidad global.

## Historia
Después de que la Unión Internacional de Directores de Jardines Zoológicos (IUDZG) anterior, fundada en 1935 en Basilea, Suiza, dejara de existir durante la Segunda Guerra Mundial, una nueva IUDZG fue fundada en Róterdam, Países Bajos, el año 1946 por un grupo de directores de zoológicos de países aliados o neutrales. En 1950, IUDZG se convirtió en miembro de la organización Unión Internacional para la Protección de la Naturaleza (UIPN), más tarde llamado Unión Internacional para la Conservación de la Naturaleza (UICN). El año 1991 IUDZG adoptó un nuevo nombre, Organización Mundial de Zoológicos (en inglés: World Zoo Organization) y revisó sus reglas de membresía para incluir asociaciones regionales de zoológicos. El año 2000, IUDZG pasó a llamarse World Association of Zoos and Aquariums (WAZA) para reflejar una institución más moderna que trabaja en conjunto a nivel mundial, para construir enfoques cooperativos de necesidades, para abordar problemas comunes, compartir información y conocimiento, y representar a esta comunidad en otros organismos internacionales como en la UICN hasta en convenciones mundiales, como la Convención sobre el Comercio Internacional de Especies Amenazadas de Fauna y Flora Silvestres (CITES), Convenio sobre la Diversidad Biológica (CBD) o Convención sobre la Conservación de las Especies Migratorias de Animales Silvestres (CMS)/Convenio de Bonn. O atender conferencias de ellas mismas. Entre la UICN y la CMS o la secretaría de la Convención Relativa a los Humedales de Importancia Internacional/Convenio de Ramsar incluso existen memorandos de entendimiento formales.
Cuando se fundaron varias asociaciones regionales de zoológicos y acuarios en diferentes partes del mundo (como AZA, EAZA, BIAZA, PAAZAB, ARAZPA, AMACZOOA, JAZA, SEAZA), el IUDZG tuvo que repensar su estructura y funciones. Se tomó la decisión de realizar cambios importantes, en particular para cambiar la membresía de personal a institucional, establecer vínculos formales con las asociaciones regionales, ser más proactivos en varios aspectos y estar más orientados hacia la conservación.

## Organización
Los miembros de la asociación incluyen zoológicos y acuarios líderes y asociaciones regionales y nacionales de zoológicos y acuarios], así como algunas organizaciones afiliadas, como veterinarios o educadores de zoológicos, de todo el mundo. Juntos están "Unidos por la Conservación".
Los miembros institucionales de WAZA incluyen más de 250 zoológicos y acuarios, así como alrededor de 25 asociaciones regionales. Además, alrededor de 1300 zoológicos están vinculados a WAZA a través de la membresía en uno de los miembros de una asociación regional o nacional, y más de 700 millones de visitantes pasan por estas instalaciones cada año.
Todos los miembros de WAZA están obligados a cumplir con el "Código de Ética y Bienestar Animal de WAZA", adoptado por WAZA en 2003.

### Red
Los 1300 zoológicos "centrales" del mundo están organizados en asociaciones de zoológicos nacionales y/o regionales. Estas asociaciones incluyen:
- África
  - Asociación regional para toda África: PAAZA (Asociación Panafricana de Jardines Zoológicos, Acuarios y Jardines Botánicos)
- Asia
  - Asociaciones nacionales en: China, India, Indonesia, Japón, Pakistán, Tailandia
  - Asociación regional para el Sudeste Asiático: SEAZA (Asociación de Zoológicos del Sudeste Asiático)
- Australasia/Oceanía
  - Asociación regional para Australia y Nueva Zelanda: ZAA (Asociación de Zoológicos y Acuarios)
- Europa
  - Asociaciones nacionales en: Austria, República Checa, Eslovaquia, Dinamarca, Francia, Alemania, Hungría, Italia, Países Bajos, Polonia, España, Suecia, Suiza, Reino Unido
  - Asociación regional para Europa: EAZA (Asociación Europea de Zoos y Acuarios)
- América Latina
  - Asociaciones nacionales en: Brasil, Colombia, Guatemala, México, Venezuela
  - Asociación regional para Mesoamérica: AMACZOOA (Asociación Mesoamericana y del Caribe de Zoológicos y Acuarios)
  - Asociación regional para el subcontinente: ALPZA (Asociación Latinoamericana de Parques Zoológicos y Acuarios)
- Norteamérica
  - Asociación nacional en: Canadá
  - Asociación regional para el subcontinente: AZA (Asociación de Zoológicos y Acuarios)

## Apoyo a zoológicos y acuarios del mundo
Según la organización, hay dos características que tienen en común todas las instituciones conocidas como "zoos":
- Los zoos poseen y gestionan colecciones que consisten principalmente en animales salvajes, de una o más especies, que se alojan para que sean más fáciles de ver y estudiar que en la naturaleza.
- Los zoos muestran al menos una parte de esta colección al público durante al menos una parte importante del año.

La definición de "zoo" es amplia y también puede incorporar acuarios, reservas de caza, aviarios, parques de safari, centros de rescate, santuarios o incluso los llamados "zoológicos en carretera", donde los animales a menudo se mantienen en condiciones problemáticas por debajo del estándar. En opinión del resto de la comunidad del zoológico, que está comprometida con los principios del bienestar de los animales y la conservación, estos zoológicos en la carretera hacen mucho daño a la imagen de los zoológicos en general y deben recibir asistencia para alcanzar un nivel de nivel mínimo o ser cerrado (lo que plantea el problema de qué hacer con los animales que mantienen). No todos los santuarios son administrados por profesionales y personal con experiencia en zoológicos, pudiendo lidiar con una variedad de animales con diferentes necesidades y requisitos. Además, las condiciones de mantenimiento a veces no cumplen con los más altos estándares y, en varios casos, los recintos alcanzan bastante pronto su capacidad de carga, porque generalmente es muy difícil, si no imposible, liberar a los animales en la naturaleza (y también es difícil encontrarlos adecuados y apropiados) lugares en zoológicos), lo que hace imposible aceptar más animales. Esto puede dar lugar a críticas injustificadas hacia los zoológicos en general, en particular por parte de algunos grupos de derechos de los animales, que se oponen al mantenimiento de animales salvajes (y para el caso también de animales domésticos y animales de compañía bajo cuidado humano). Incluso mantener a los animales salvajes en zoológicos es visto como dominación humana sobre otras criaturas. Por otro lado, la crítica objetiva y basada en la ciencia de las organizaciones de bienestar animal menos extremas y reconocidas generalmente es bien recibida y puede conducir a mejoras en las condiciones problemáticas de mantenimiento en casos específicos. La "organización paraguas" mundial de la comunidad mundial de zoológicos y acuarios de hoy en día, la Asociación Mundial de Zoológicos y Acuarios (WAZA) tiene un procedimiento de queja, lo que permite dar seguimiento a las quejas recibidas del público. Entre las preguntas que pueden surgir están:
las condiciones bajo las cuales se mantienen los animales, a menudo precipitados por algún evento inusual como un escape o una muerte accidental, y comúnmente se expandieron en un desafío a la legitimidad de mantener cautivos a los animales;
eutanasia en general, pero particularmente en lo que se refiere a la eliminación de excedentes genéticos o individuos altamente sensibles;
la alimentación de presas vivas y, en algunos casos, cadáveres de animales enteros;
transferencias de individuos entre zoológicos, particularmente cuando las relaciones sociales que se cree que tienen atributos en común con las de los humanos se rompen como resultado;
el uso de animales en el entretenimiento, especialmente animales de actuación;
traer nuevos animales de la naturaleza para aumentar las propiedades en cautiverio o comenzar nuevos programas de reproducción;
el empleo de tecnologías invasivas como la manipulación de embriones o la estimulación hormonal exógena en los esfuerzos de cría;
Toda investigación que involucre animales, incluso cuando sea la salud y la longevidad de los animales, lo que podría beneficiar
El zoológico de tipo moderno tiene como objetivo mantener a los animales sanos y físicamente sanos en un entorno natural, lo que les permite comportarse de forma natural y normal. Lo que se hace en interés de los animales criados también se hace en interés de los visitantes del zoológico, que pueden observar a los animales como si estuvieran en la naturaleza. Los objetivos del zoológico moderno son educación, investigación, recreación y conservación. De hecho, los zoológicos modernos se consideran centros de conservación de la biodiversidad a través de programas de cría en cautividad (conservación "ex situ") en particular de especies amenazadas, así como diversos programas de conservación "in situ", como proyectos de reintroducción y repoblación, que apoyan -proyectos de conservación in situ (protección de especies y / o su hábitat), transferencia de conocimientos y técnicas, programas educativos in situ dirigidos a la población local y a los políticos, programas biológicos (investigación y monitoreo), proyectos socioeconómicos, trabajo social entre la población local, actividades de relaciones públicas y mucho más a escala nacional e internacional. Por lo tanto, algunos zoológicos se llaman hoy "parques de conservación" o "bioparques". En el mundo, los zoológicos se ven cada vez más como arcas modernas para especies raras y en peligro de extinción. Dentro del concepto del arca moderna, incluso se han iniciado proyectos de "zoológicos congelados", donde los gametos y los embriones se almacenan en condiciones de congelación profunda para preservarlos durante mucho tiempo. La misión de WAZA es proporcionar liderazgo y apoyo a los zoológicos, acuarios y organizaciones asociadas del mundo en el cuidado y el bienestar de los animales, la conservación de la biodiversidad, la educación ambiental y sostenibilidad global.
De hecho, los zoológicos están evolucionando rápidamente para servir de múltiples maneras como centros de conservación. Las capacidades profesionales de interés y los temas comunicados al público en fases anteriores del desarrollo del zoológico son ahora servicios vitales para la conservación. Como centros de conservación, los zoológicos deben abordar adicionalmente las relaciones sostenibles de la humanidad y la naturaleza, explicar los valores de los ecosistemas y la necesidad de conservar la diversidad biológica, practicar la ética de la conservación en todas las operaciones del zoológico y cooperar dentro de la red mundial de zoológicos y con otras organizaciones de conservación. En los últimos años, se ha puesto un gran énfasis en la creación de exhibiciones nuevas y dinámicas en los zoológicos que brindan oportunidades de enriquecimiento significativas para los animales en exhibición, al tiempo que ofrecen a los visitantes una experiencia única de visualización y aprendizaje. Las exhibiciones de inmersión involucran a los visitantes del zoológico en las circunstancias ambientales de los animales y tales experiencias conducen a una recepción favorable por parte de los visitantes de fuertes mensajes de conservación.